# Професионална гимназия по икономика „Иван Илиев“
Професионална гимназия по икономика „Иван Илиев“ е професионална гимназия в Благоевград, България, специализирана в областта на икономиката и финансите. Патрон на училището е революционерът Иван Илиев. 
В гимназията се обучават ученици от осми до дванадесети клас, като засилено се изучават икономика, финанси, банково, застрахователно и осигурително дело, счетоводство и финансов кнотрол, предприемачество и мениджмънт. За придобиване на професионална квалификация по съответната специалност е въведен тринадесети клас (по желание).

## История
Училището е основано през 1949 г. като „Търговска гимназия“ за удовлетворяване на потребностите от икономическо образование на младите хора от Благоевградски и част от Кюстендилски окръг. Първите директори на гимназията са Саша Маркова, Иванка Стоева и Любен Станчев.
Гимназията стартира с четири паралелки. Впоследствие се преименува в Техникум по икономика, а от 15.05.2003 г. в Професионална гимназия по икономика „Иван Илиев“.
Към 2021 г. училището днес има 34 паралелки, подготвящи ученици по 10 професии. Това го прави най-голямото и най-старо професионално учебно заведение на територията на Благоевградска област.
Ученици от гимназията често се включват в тематични състезания по икономика, счетоводство и банково дело. От 2016 г. ПГИ „Иван Илиев“ е съорганизатор (съвместно с Американския университет) на Национално състезание за икономисти на английски език.

## Материална база
Гимназията се разполага в обширна сграда. Обзаведени са кабинети по общообразователните и специалните дисциплини. Разработена е библиотека и физкултурен салон.

## Учебни планове
Типовите учебни планове за ученици, приети след 2017 г., включват:
- Специалност „Банково дело“ с интензивно изучаване на чужд език.
- Специалност „Икономика и мениджмънт“ с интензивно изучаване на чужд език.
- Специалност „Икономическа информатика“ с интензивно изучаване на чужд език.
- Специалност „Оперативно счетоводство“ с интензивно изучаване на чужд език.
- Специалност „Бизнес администрация“ с интензивно изучаване на чужд език.

Приемът е с конкурсни изпити по математика и български език и литература.